# Собачьи годы
«Собачьи годы» (нем. Hundejahre) — роман Гюнтера Грасса, изданный в 1963 году издательством «Luchterhand». Роман является заключительной частью так называемой «Данцигской трилогии» автора.
Книга делится на три части, и повествование ведётся от лица трёх разных героев. Это довоенные, военные и послевоенные годы — формально разные, но по сути — одинаково собачьи годы.

## Сюжет
Повествование в первой части ведётся от лица Браукселя, владельца шахты неподалёку от Данцига. Брауксель рассказывает о дружбе двух мальчишек, Вальтера Матерна и Эдуарда Амзеля. Эдуарду 5 лет, он наполовину еврей, его призвание с младых ногтей — изготовление птичьих пугал. Вальтер постарше, он задира и их дружба начинается с драки. Пока они играют, шалят и рассказывают друг другу страшные легенды, на фоне их страна превращается в нацистскую Германию и готовится к войне.
Вторая часть романа написана в эпистолярном стиле, сюжет раскрывается в письмах Харри Либенау своей кузине Тулле. Действие происходит во время Второй мировой войны. Амзель собирает старые мундиры и делает из них пугал. Вальтер служит в немецкой армии. Амзель обращается к нему, чтобы достать мундиры гитлеровских штурмовиков и в какой-то момент между друзьями происходит неминуемый конфликт — Вальтер называет Амзеля «абрашкой» и разбивает тому лицо и выбивает все зубы.
В заключительной, по-прежнему эпистолярной, части романа речь в основном идёт о Вальтере. Он заводит себе овчарку Принца. Вместе они путешествуют по послевоенной западной Германии, вступая в конфликты с бывшими нацистами, ныне являющимися респектабельными чиновниками.